# Zoobrücke

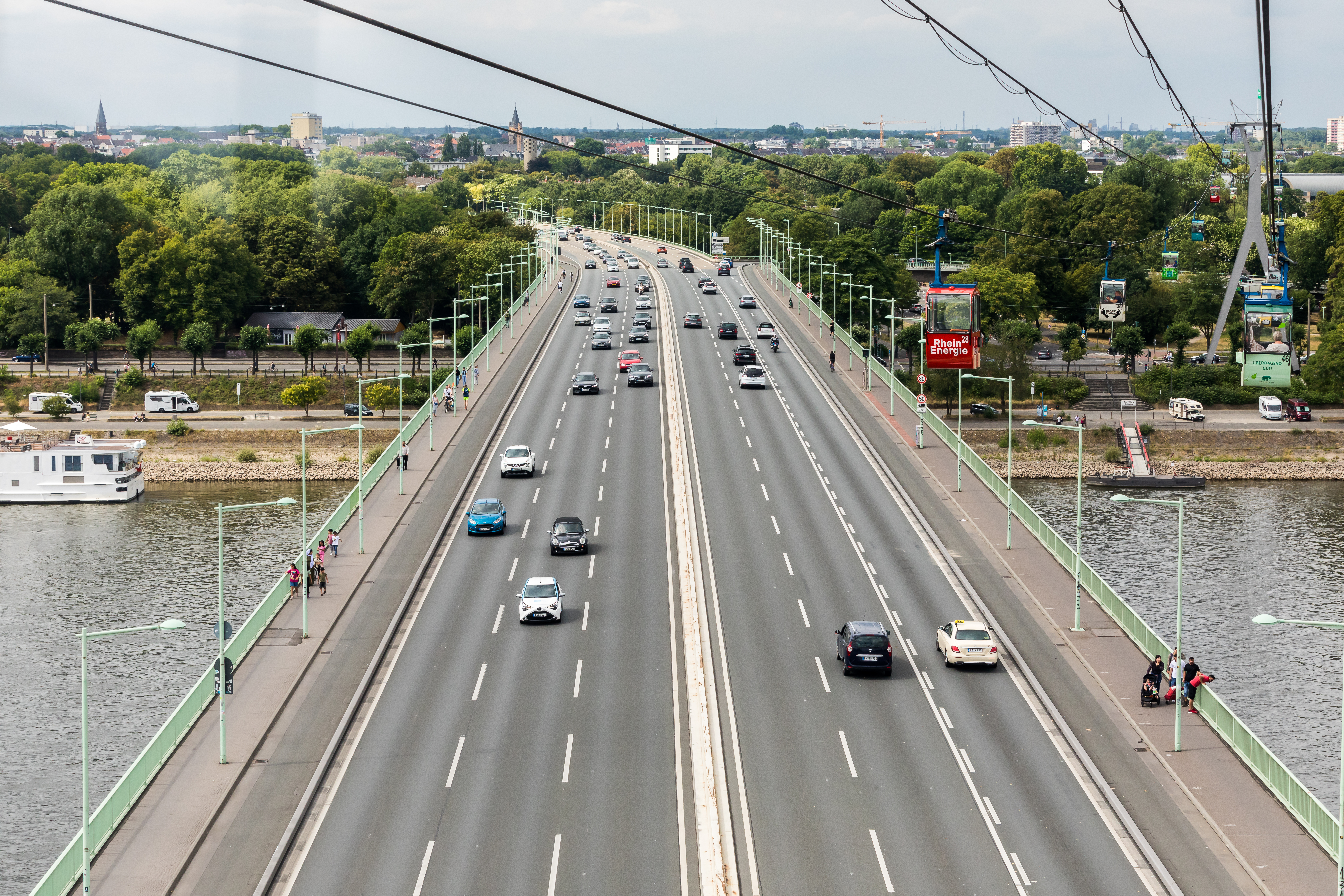
Die Fahrbahn der Zoobrücke von der Kölner Seilbahn aus gesehen

Die Zoobrücke in Köln ist eine Brücke über den Rhein. Sie verbindet als Teil der
B 55a die Innere Kanalstraße – eine Ringstraße durch den inneren Grüngürtel und vormaligen preußischen Festungsring Köln – mit dem rechtsrheinischen Autobahnnetz. Die Brücke bietet je Fahrtrichtung drei Fahrstreifen für den Autoverkehr, einen Radweg und einen Fußweg.

## Planung und Bau
Nachdem erste Überlegungen zu einem Brückenbau bereits aus dem Jahr 1953 herrührten, beschloss der Rat 1962 den Bau der neuen Brücke und lobte einen Gestaltungswettbewerb aus. Sieger wurde der Architekt Gerd Lohmer, der schon mehrere Brücken in Köln gestaltet hatte, zusammen mit einem Firmenkonsortium unter Leitung der Rheinstahl Union Brückenbau AG aus Dortmund. Obwohl der Entwurf Lohmers einen roten Anstrich vorsah, wurde die Brücke im Kölner Brückengrün gestrichen.
Am 9. Juli 1962 begannen die Bauarbeiten für die neue „Nord“-Brücke. Am 22. Februar 1963 erhielt die Brücke durch den Leserwettbewerb einer Kölner Tageszeitung den Namen „Zoobrücke“. Der Kölner Zoo liegt nur etwa 200 Meter von der linksrheinischen Brückenrampe entfernt.
1965 wurde das Schlussstück eingesetzt und am 22. November 1966 die Zoobrücke mit dem ersten Autobahnteilstück offiziell eingeweiht.
Erst am 27. April 1975 wurde linksrheinisch die Nord-Süd-Fahrt in die Innenstadt an die Brücke angebunden.

## Konstruktion
Die Zoobrücke ist weltweit die am weitesten gespannte Kastenträgerbrücke mit nur einem einzigen Hauptlager. Der Brückenpfeiler steht asymmetrisch nahe dem rechtsrheinischen Ufer. Von dort überspannt der Brückenkörper 259 Meter bis zu den beiden schlanken Stützen auf der unteren linksrheinischen Uferpromenade.
Die Brücke wird von zwei 4,5 Meter breiten Hohlkästen („zweizellig“) getragen, auf denen die selbsttragende Fahrbahn aufliegt. Über dem Brückenpfeiler hat das Profil der Hohlkörper mit 10 Meter die größte Höhe (Minimum 3 Meter). 29 Schotte teilen 28 Kästen ab. Die Wände der Hohlkörper sind wie im Flugzeugbau durch schmale Blechstege gegen Beulen versteift. Bedingt durch diesen Leichtbau schwingt die Brücke stark. Die Länge der Stahlkonstruktion beträgt 597 Meter bei einer Breite von 33 Metern. Mit einer Spannweite von 259 Metern ist sie die größte Brücke dieses Bautyps am Rhein. Rechnet man die beiden Auffahrten hinzu, ergibt sich eine Gesamtlänge von 2,6 Kilometern. Die Zoobrücke kostete etwa 34 Millionen DM. Mit einem Verkehrsaufkommen von 125.000 Fahrzeugen pro Tag ist sie die verkehrsreichste Kölner Brücke, gefolgt von 110.000 Fahrzeugen auf der Rodenkirchener Brücke.

## Seilbahn über der Brücke
Eine Besonderheit stellt die Überquerung der Brücke durch die Kölner Seilbahn dar. Bei der Planung der Zoobrücke stand der rechtsrheinische Seilbahn-Pylon der Brücke im Weg. Deshalb wurde die bereits zur Bundesgartenschau 1957 in Köln eröffnete Seilbahn zunächst abgebaut. Öffentlicher Widerstand führte zu einer Neuplanung. Der große rechtsrheinische Pylon wurde nach Süden verschoben und die Seilbahn mit einem neuen Pylon weiter in das Rheinparkgelände geführt. Seither fährt die Seilbahn diagonal über die Brücke.

## Kunstinder Brücke
Anlässlich einer Installation des New Yorker Künstlers Serge Spitzer konnte im Jahr 2000 das Innere der Zoobrücke begangen werden. 100.000 Kölschstangen hatte der Künstler in der stählernen Brückenkonstruktion auf unterschiedlichste Weise platziert. Für den ca. 600 Meter langen Weg auf einem schmalen Steg, der im rechtsrheinischen Brückenpfeiler begann, mussten die Besucher Schutzhelme anziehen.

## Kurioses
In den 1970er Jahren wurden bei Arbeiten in der Fahrrinne des Rheins zwei angebliche Öltanks gefunden und in den Pylonen der Brücke zwischengelagert. Dort fand eine Anbohrung der Tanks statt, um den Inhalt zu überprüfen. Hinterher stellte sich heraus, dass die vermeintlichen Öltanks scharfe englische Sprengbomben aus dem Zweiten Weltkrieg waren.